# Classe Nagato
A Classe Nagato (長門型戦艦) foi uma classe de navios couraçados operados pela Marinha Imperial Japonesa, composta pelo Nagato e Mutsu. Suas construções começaram no meio da Primeira Guerra Mundial nos estaleiros do Arsenal Naval de Kure e Arsenal Naval de Yokosuka, porém só foram finalizados depois do fim do conflito; o batimento de quilha do Nagato ocorreu em agosto de 1917, enquanto do Mutsu aconteceu em junho do ano seguinte. A classe foi encomendada para compor o plano da Marinha Imperial de uma frota homogênea formada por oito couraçados e oito cruzadores de batalha, além de uma resposta aos planos de expansão da Marinha dos Estados Unidos.
As embarcações da Classe Nagato foram as primeiras do mundo armadas com uma bateria principal de canhões de 410 milímetros, na época os maiores canhões navais do mundo. Os dois navios em 1923 transportaram suprimentos para os sobreviventes do Grande Sismo de Kantō. Eles foram modernizados no meio da década de 1930, recebendo melhoramentos em suas blindagens e maquinários, além de terem suas superestruturas totalmente reconstruídas no estilo mastro pagode. Ambos brevemente participaram da Segunda Guerra Sino-Japonesa em 1937, com o Nagato servindo de capitânia do almirante Isoroku Yamamoto no ataque a Pearl Harbor em dezembro 1941.
Os dois couraçados estiveram presentes na Batalha de Midway em junho de 1942, porém não chegaram a participar do combate. O Mutsu também esteve na Batalha das Salomão Orientais em agosto, retornando depois para o Japão no início de 1943. Ele foi destruído em junho do mesmo ano por uma explosão em um de seus depósitos de munição, matando 1 121 tripulantes. Uma rápida investigação realizada pela Marinha Imperial concluiu que a causa foram ações de um tripulante insatisfeito; consequentemente, os sobreviventes foram dispersados em uma tentativa de esconder o incidente e manter o moral alto. Boa parte dos destroços foram desmontados depois do fim da guerra.
O Nagato só foi participar de um novo combate em junho de 1944, quando foi atacado por aeronaves norte-americanas na Batalha do Mar das Filipinas. Ele também esteve presente na Batalha do Golfo de Leyte em outubro, sendo levemente danificado e retornando para o Japão. Pela escassez de combustível na época, a Marinha Imperial decidiu não concertá-lo completamente e o couraçado assim foi usado como uma plataforma antiaérea flutuante. O Nagato foi tomado pelos Estados Unidos depois do fim da guerra e usado em julho de 1946 como alvo nos testes nucleares da Operação Crossroads; ele sobreviveu ao primeiro teste com poucos danos, porém foi afundado no segundo.